# Edmond Saglio
Edmond Saglio (Parigi, 9 giugno 1828 – Parigi, 7 dicembre 1911) è stato un archeologo francese.

## Biografia

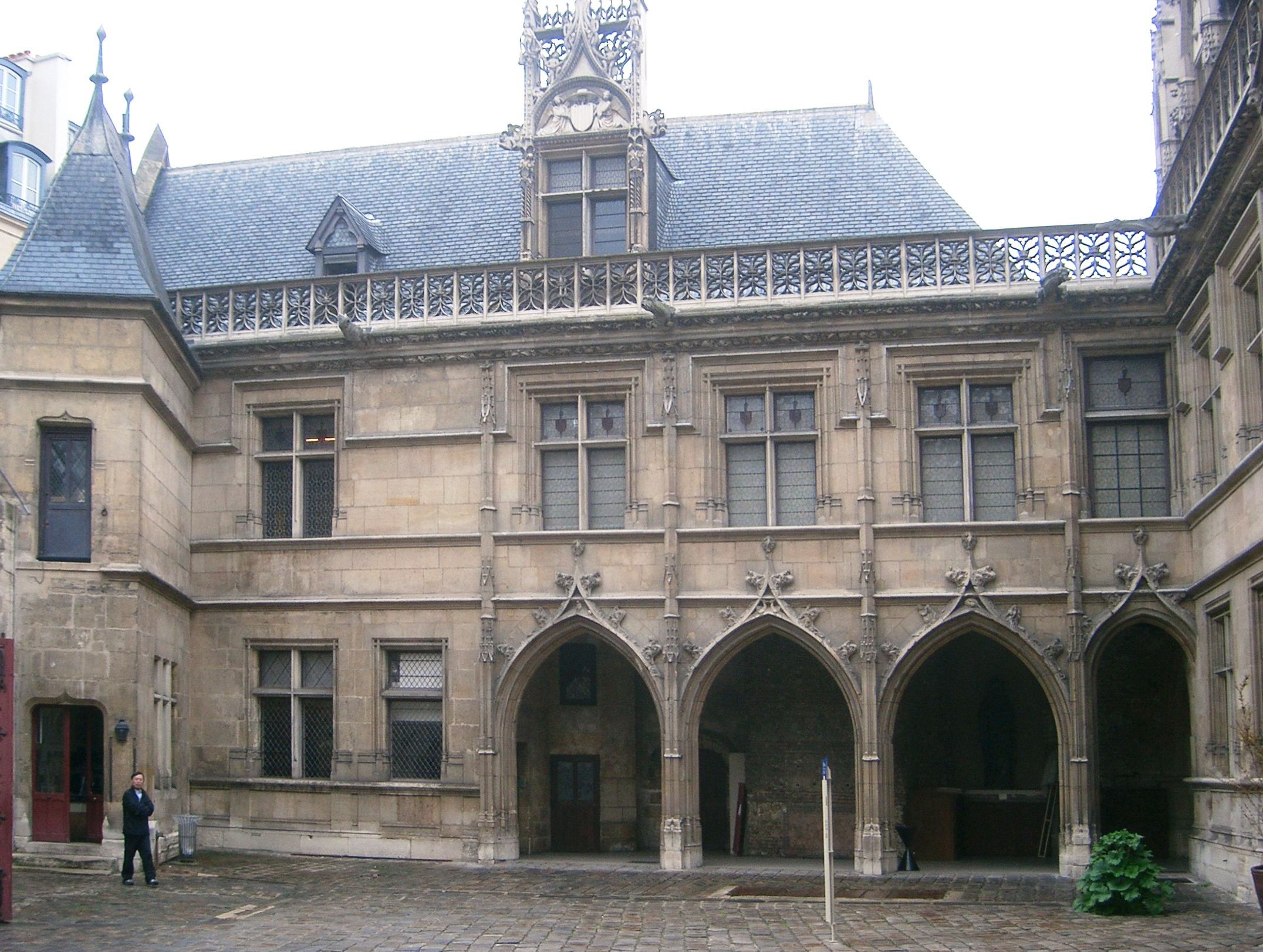
Hôtel de Cluny: sede del Museo nazionale del Medioevo

Di origini italiane, nato a Parigi nel 1828, conservatore al Museo del Louvre (per l'arte medievale e rinascimentale) dal 1879 al 1893 e direttore del Museo di Cluny (Museo nazionale del Medioevo), Edmond Saglio è noto principalmente per aver collaborato con Charles Victor Daremberg nella direzione del Dictionnaire des Antiquités grecques et romaines, importante repertorio della civiltà classica, pubblicato a Parigi in dieci volumi a partire dal 1873. Nel 1887 divenne membro della Académie des inscriptions et belles-lettres.
Morì a Parigi, a ottantatré anni, nel 1911. Due suoi figli, Édouard (1868-1940) e André (1869-1929), furono pittori; André realizzò scenografie per l'Opéra National de Paris.

## Opere
- Dictionnaire des antiquités grecques et romaines d'après les textes et les monuments contenant l'explication des termes qui se rapportent aux mœurs, aux institutions, à la religion, aux arts, aux sciences, au costume, au mobilier, à la guerre, à la marine, aux métiers, au monnaies, poids et mesures, [...], et en général à la vie publique et privée des anciens, Paris, Librairie Hachette et C.ie, 1873-1919.